# Strakonická (Praha)
Strakonická je název pražské ulice, která vede ze Smíchova přes Zbraslav až k hranicím Prahy. Skládá se ze tří úseků. První úsek je klasickou ulicí, zbylé dva mají charakter rychlostní silnice. Druhý je součástí městského okruhu, třetí část se nazývá Chuchelská radiála.

## Průběh

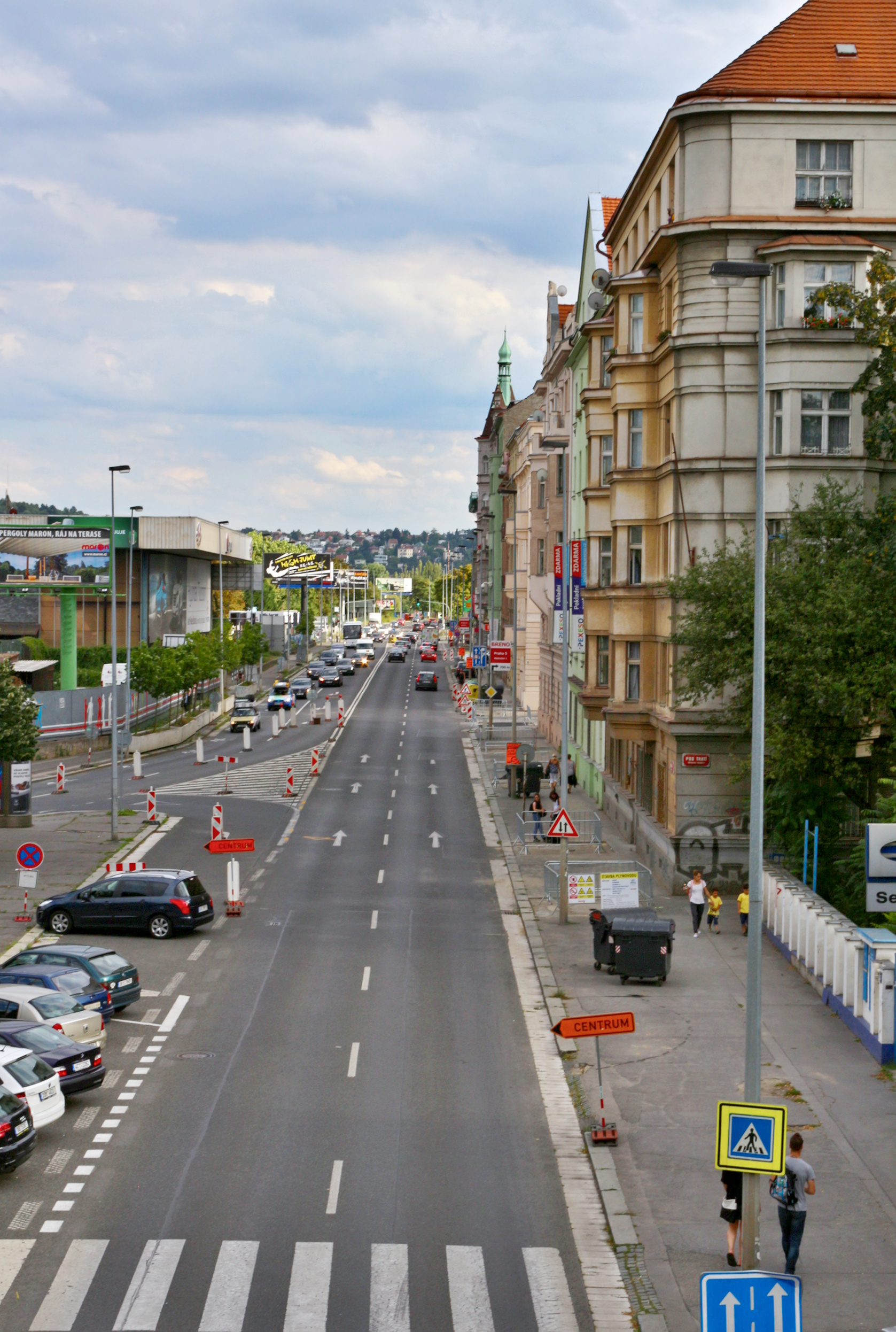
Začátek Strakonické ulice z ulice Svornosti na Smíchově

Strakonická vzniká spojením Hořejšího nábřeží a ulice Svornosti nedaleko Vyšehradského železniční mostu. Dále pokračuje na jih podél Vltavy a Smíchovského nádraží. U Zlíchova se napojuje na městský okruh (ulice Dobříšská), který dále pokračuje pod jejím jménem. Poté následuje velká mimoúrovňová křižovatka s napojením na Barrandovský most. Poslední a nejdelší úsek ulice jinak zvaný Chuchelská radiála vede pod Barrandovskými skalami přes Malou Chuchli a Velkou Chuchli. V Lahovicích překračuje mostem Berounku. V další mimoúrovňové křižovatce u Radotínského mostu se setkává s pražským okruhem. Obchází ze západní strany Zbraslav, kde přetíná Lipanský potok a mrtvé rameno Berounky (Krňák) a nakonec opouští Prahu, kde na ní navazuje dálnice D4.

## Historie
Výstavba Strakonické probíhala v padesátých a šedesátých letech 20. století společně s konstrukcí Barrandovského mostu jako součást takzvaného základního komunikačního systému (ZÁKOSu), který měl změnit dopravní systém v metropoli.